# 三陽工業
三陽工業，是台灣第一家摩托車、速克達、全地形車、汽車的製造商，以「SYM」為品牌名稱，1954年於臺北市內湖區創立，初期以生產自行车用的磨電燈為主，為台灣車輛產業的先驅者。三陽工業在台灣機車事業的主要競爭對手為山葉、光陽、台鈴、摩特動力、宏佳騰等。
在汽車事業上，三陽工業長期與日本本田技研合作。2002年由於與本田技研理念不合，三陽工業轉向與韓國現代汽車合作，生產多款汽車產品。早年三陽工業與本田技研技術合作生產富貴、發財等車，後繼導入的喜美（Civic）車系更使三陽成為了台灣汽車主要製造廠之一；而時任三陽總經理張國安所命名的小貨車「發財」，讓「發財車」成為了台灣輕型商用車的代名詞。但三陽與本田技研近半世紀的合作關係在2002年畫下句點，為了延續三陽的汽車生產線持續運轉，而與現代汽車合作明星謝金燕代言廣告。

## 歷史
- 1954年，黃繼俊和張國安於台北縣內湖鄉合資創立「三陽電機廠」，資本額新台幣三十萬元，生產腳踏車磨電燈。
- 1961年，三陽電機廠改組為「三陽工業股份有限公司」，資本額新台幣一千萬元。
- 1962年，與本田技研合作，成為台灣第一家機車製造公司。
- 1967年，與本田技研簽訂生產汽車技術合作協定。
- 1976年，自行開發成功「史帝田鐵」合金汽缸，並開始外銷汽缸頭至日本本田。
- 1980年，黃世惠接任董事長，機車生產線遷移至新竹廠。
- 1994年，總生產量突破500萬台。
- 1995年，通過ISO 9001認證及汽車通過ISO 9002認證。
- 1998年，取得ISO 14001環境管理系統國際認證。
- 1999年，六月榮獲OHSAS 18001國家認證，十二月內湖、新竹「廠辦合一」。
- 2002年，結束與本田技研的合作關係，改與韓國現代汽車簽訂生產汽車技術合作協定，其子公司南陽實業總代理現代汽車之產品。
- 2004年，成立50週年，越南製造加工出口公司（VMEP；Vietnam Manufacturing and Export Processing）成立十二週年暨機車生產突破100萬台。

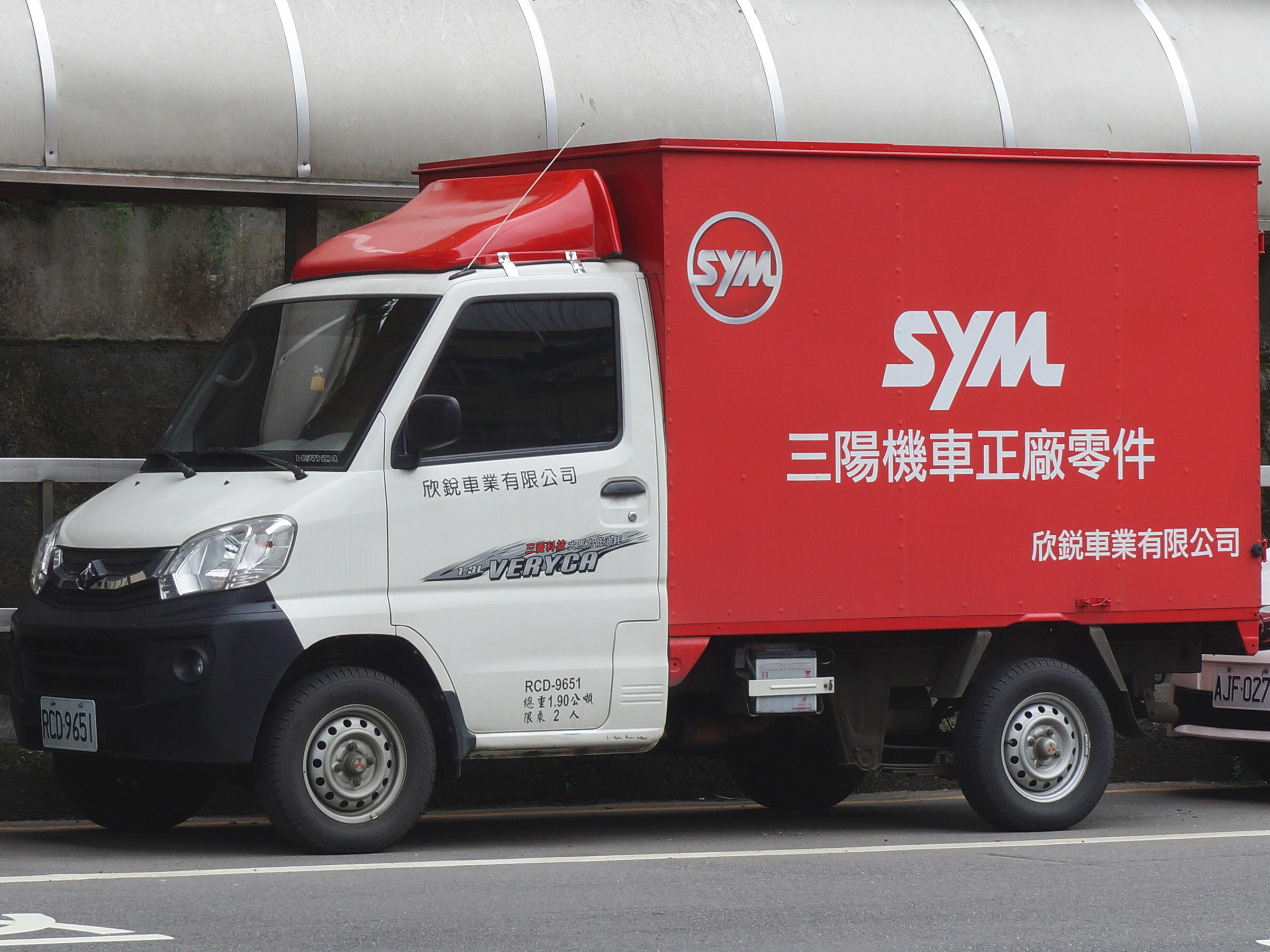
三陽機車正廠零件經銷商中華菱利貨車上有三陽機車SYM品牌

- 2005年，與美國万国卡车发动机公司（International Truck and Engine Corporation）合作取得中華民國國防部軍用卡車訂單，正式生產軍用卡車；成立越南製造加工出口（控股）有限公司（VMEPH；Vietnam Manufacturing and Export Processing (Holdings) Limited）；子公司越南三陽汽車責任有限公司（Sanyang Motor Vietnam Co., Ltd.，簡稱SMV）取得越南汽車生產執照，成為越南第13家汽車製造廠；三陽義大利公司成立。
- 2006年，1月與印度吉尼迪克（Kinetic Motor Company Limited）簽定技術合作合約，收購吉尼迪克11.1%股權。
- 2008年，12月4日結合廈門金龍汽車共同在台推出三陽金龍品牌客車，次年在台設立合資公司[2]。
- 2009年，發表機車用雙渦流噴射引擎。
- 2010年，獲選第十八屆台灣精品獎、GTS 300i EVO獲選第十八屆台灣精品金質獎。
- 2014年，三陽工業成立60週年。
- 2014年6月，三陽董監改選上演「王子復仇記」，原大股東豐群企業集團董事長張宏嘉在市場派的支持下，取得過半數支持，奪回經營權[3][4]。
- 2014年7月16日，豐群企業集團董事長張宏嘉接任三陽工業董事長，立即採取改革措施，專注本業、優化經銷通路、提升顧客滿意。
- 2014年10月1日，張永杰經董事會正式通過成為三陽工業總經理。
- 2014年11月，公司股東臨時會解任黃世惠所指派的董監事，三陽黃家時代正式宣告結束[5]。
- 2016年5月13日，吳清源-經董事會正式通過以副董事長身份兼任三陽工業總經理。
- 2017年3月，張宏嘉閃辭三陽工業董事長[6]，6月股東大會後改由市場派的吳清源接任，創始的黃家與張家勢力正式讓出經營權[7]。
- 2018年5月，公司宣布處分持有的廈門金龍汽車25%股權，並由廈門金龍汽車集團買回[8]。

### 子公司
| 地區                 | 公司名稱                     | 成立時間 | 主要產品               |
| -------------------- | ---------------------------- | -------- | ---------------------- |
| 越南                 | 越南製造加工出口股份有限公司 | 1992年   | 機車生產、銷售         |
| 越南                 | 越南三陽汽車責任有限公司     | 2007年   | 汽車生產銷售           |
| 中華人民共和國廈門   | 廈杏摩托有限公司             | 1992年   | 機車生產、銷售         |
| 中華人民共和國張家港 | 慶洲機械工業有限公司         | 1997年   | 引擎及引擎零組件       |
| 中華人民共和國廈門   | 金龍聯合汽車工業有限公司     | 1998年   | 大、中、輕客車生產銷售 |
| 義大利               | 三陽義大利有限公司           | 2005年   | 機車銷售               |
| 德國                 | 三陽德國有限公司             | 2006年   | 機車銷售               |

## 主要產品列表

### 速克達
| - 50CC以下： 1. 達可達 Tact 50cc 2. 亦美亦EVE 50cc 3. 領導 50cc 4. 皇家達可達 50cc 5. 超級達可達 50cc 6. 奪標Tact 50cc 7. 逍遙Enjoy 50cc 8. 飛馳 Bullet 50cc 斜板 / 可動 9. 恰恰 Chacha 50cc 斜板 / 可動 10. 異類 Dio Zippy 50cc 斜板 / 可動 11. 迪奧 Dio/Super Dio/Play Dio 50cc 斜板 / 可動 12. 迪迪DD/DD17 50cc 斜板 / 可動 13. Fiddle 50cc 14. Jet 50cc 15. Jungle 50cc 16. 大路易 Lead 50cc 17. Mio 50cc 18. Party 50cc 19. 新達可達 Tact 50cc 20. 風動 Taking 50cc 21. X'Pro R1 50cc 22. X'Pro 風 50cc 23. Crox 50cc |
| - 51CC - 124CC： 1. 領導lead/領導ss 90cc 可動 2. 領導lead α 90cc 斜版 3. 飛馳 Bullet 100cc 斜板 / 可動 4. 恰恰 Chacha 100cc 斜板 / 可動 5. Jet 100cc 6. Jungle 100cc 7. 大路易 Lead 90cc 8. Mii 110cc 9. Mio 115cc 10. 飛舞/來電 Party 100cc 斜板 / 可動 / 風動龍頭斜板 11. 風梭 Passing 110cc 12. RX 110cc（ZR雙碟/氮氣避震） 13. iRX 115cc（具有STCS（swirl tumble control system）雙渦流噴射引擎系統、雙避震） 14. 風動 Taking 100cc 15. Tini 100cc 16. Woo 100cc 17. Woo 115cc 18. X'Pro R1/R1Z 100cc 19. 心情 Smile 100cc 20. X'Pro 風 100cc 21. X'Pro 高手/極速高手 100cc 22. Fiddle LT 115cc |
| - 125CC： 1. 領導Lead 125cc 可動 2. 風速 125cc 斜板 3. 迪飛 Difa 125cc 斜板 / 可動 4. 捍衛巡弋 Super Duke 125cc 5. 阿帝拉/悍將 F1 Attila 125cc 斜板龍頭大燈 / 可動 / 斜板大燈 6. 悍將 Fighter 125cc 7. RS21 125cc 8. 迪爵 Duke 125cc 斜板 / 可動（GY6引擎）/（HAM引擎） 9. 夢幻迪爵 Duke 125cc 斜板大燈 10. GT125 Evo / 新迪爵 125cc 11. 心情 Smile 125cc 12. 高手 X'Pro/X'Pro R 125cc（含GY6系引擎） 13. 風動 125cc 14. GT125/GT125 Super/GT125 Super 2 125cc（含GY6系引擎） 15. X'Pro R1/R1Z 125cc 16. 金發財 Combiz 125cc 17. GR/GR Limited（雙避震） 125cc 18. 街頭正義 Z1 125cc 19. 鳳凰 FNX BT 125cc（ABS、三零科技） 20. 麒麟 KRN BT 125cc（ABS、三零科技） 21. Vega 125cc 22. Jet Power/Jet Power Evo 125cc 23. Jet S 125cc（單碟版/雙碟版/ABS/七期ABS） 24. Jet SR 125cc（七期雙碟ABS、CBS） 25. 水冷 Jet SL 125cc（七期雙碟BOSCH 10.3， ABS、TCS循跡防滑系統/三零科技/水冷引擎） 26. Z1 Attila（斜板）/Z1 Attila S（可動） 125cc（七期雙碟ABS、ALEH零後仰懸吊系統） 27. 活力 Vivo 125cc 28. Crox 125cc 29. Fiddle 125cc（三零科技） 30. 全新迪爵 125cc（CBS、EnMIS雙火星塞異時點火系統、ALEH零後仰懸吊系統） 31. CLBCU 蜂鳥 125cc（CBS、EnMIS雙火星塞異時點火系統、KEYLESS免鑰匙系統） 32. JET SL SuperC 125cc（ZRSG 3.0競能電驅系統、VA彩色儀表板） |
| - 126CC - 250CC： 1. 領導 Lead 150cc 可動 2. 捍衛巡弋 Super Duke 150cc 3. 阿帝拉/悍將F1 Attila 150cc 斜板 4. 悍將 Fighter 150cc（ZR雙碟/ABS、STCS雙渦流、VGS可變幾何下懸吊、輻射式對向四活塞卡鉗） 5. Fighter Zero 裸把 150cc 6. RS21鯊魚王 150cc（雙碟） 7. Fighter DX（VS150） 150cc 8. 迪爵/風雲 Duke 150cc 9. X'Pro R1/R1Z 150cc 10. X'Pro 發財高手 150cc 11. GT150 150cc 12. 金發財 Combiz 150cc 13. DRGBT 158cc（R世代水冷單缸SOHC 4V引擎、BOSCH10 ABS、中置避震、TCS循跡防滑系統、三零科技、KEYLESS免鑰匙系統） 14. MMB CU 曼巴 158cc 模擬蛇鱗，呈現不同的色澤（R世代水冷單缸、BOSCH10 ABS、TCS循跡防滑系統、三零科技、鱗型LED頭燈）。 15. Fiddle DX 150cc 16. 4MICA150 150cc 17. RV150 150cc 18. RV180 Euro 180cc 19. JET SL+ 158cc 20. New DRGBT 158cc（HYPER-SVIS 全域可變進氣系統、跑格空力套件、高壓縮性能引擎、雙電控安全系統(ABS、TCS)、中置避震、三零科技、KEYLESS免鑰匙系統） 21. 2025 MMBCU 158cc（高壓縮性能引擎、VA全彩儀表、遠近同亮、TCS循跡防滑系統、三零科技、鱗型LED頭燈） 22. Fiddle DX 158cc（全車 LED 照明、水冷引擎、ABS+TCS雙電控安全系統、雙碟雙避震） 23. JET SL+ SuperC 158cc（ZRSG 3.0競能電驅系統、VA彩色儀表板、連冠十周年特式版）                                                                                          |
| - 250CC以上： 1. RV270 270cc（SOHC水冷引擎） 2. JoyMax（RV） 300cc（SOHC水冷引擎） 3. GTS300i（SOHC水冷引擎，有ABS版本） 4. CruiSYM 300i 5. MAXSYM 400i（SOHC水冷引擎、前輪雙碟搭配輻射式對向四活塞卡鉗、標配ABS系統）/600i（SOHC水冷引擎、前輪雙碟搭配輻射式對向四活塞卡鉗、ABS+CBS連動式煞車系統） 6. MAXSYM TL（並列雙缸DOHC 8V水冷引擎、前輪雙碟搭配輻射式對向四活塞卡鉗、標配ABS系統、六連桿後懸吊、倒立式前叉搭配雙三角台） 7. ADXTG（SOHC 4V水冷引擎、AAE自適應引擎、HYPER-VVS 可變氣門系統、中置六連桿避震、倒立式前叉搭配鋁合金雙三角台、雙電控安全系統(ABS、TCS)、ONE TOUCH免鑰匙啟動系統） 8. TTLBT（並列雙缸DOHC 8V水冷引擎、前輪雙碟搭配輻射式對向四活塞卡鉗、彎道輔助頭燈系統、MSC車輛穩定系統(彎道ABS/彎道TCS)、定速巡航、無段調整電動風鏡、六連桿後懸吊、倒立式前叉搭配雙三角台、ONE TOUCH免鑰匙啟動系統、觸控式7吋 TFT 全彩儀表、無線Apple carplay） |

### 國民車、檔車
| - 51 - 125CC： 1. 美力KC8 80cc 2. 金旺KC9 90cc 3. 新金旺 100cc 4. WOWOW 100cc 5. 野狼 125 6. 野狼傳奇/傳奇R/傳奇R Ⅱ 125cc 7. 飛狼 125cc 8. 運動狼 RD/RS/RS2 125cc | - 126CC - 250CC： 1. 巨狼 CBX150cc 2. 金狼 150cc 3. 哈士奇 Husky 150cc 4. 野狼傳奇R/傳奇R Ⅱ 150 5. T1 150 6. T2 250（249.4cc SOHC水冷引擎，輻射式對向四活塞卡鉗） 7. 野狼 SB250 (同上方T2引擎） | - 250CC以上： 1. T2 250 ABS (250.6cc 由249.4擴缸而來） 2. T3 300 (278cc 由249.4闊缸而來） 3. 野狼 SB300（同上方T3引擎 有街車與CR版） |

### 全地形車
1. Quad Lander 250/300
2. Quad Raider 600

### 電動車
1. e-star鉛酸電池版（電動自行車/微型電動二輪車）
2. e-star鋰鐵電池版（電動自行車/微型電動二輪車）
3. e-Woo（輕型電動機車）

### 汽車

#### 國產車

##### Honda品牌
- 三陽富貴600（即本田N600，已停產）
- 三陽發財360（已停產）
- Honda Civic（一至七代，已停產）
- Honda Accord（四至六代，已停產）
- Honda City（三代，已停產）
- Honda CR-V（一代，已停產）

##### Hyundai品牌與其他
國產
上市
- Hyundai Tucson      2.0/2.0柴/1.6汽油渦輪增壓
- Hyundai Custin
- Hyundai Venue
- Hyundai Porter
- 軍卡/中型戰術輪車（International 7400即萬國7400，在台灣組裝）
- 巴士
- 輕型戰術輪車

國產
停產
- Hyundai Matrix 1.6 / 1.8（停產）
- Hyundai Getz 1.4 / 1.6（停產）
- Hyundai Tucson Mk1 2.0/2.7/2.0柴（停產）
- Hyundai Santa Fe Mk2 2.7/2.2柴（停產）
- Hyundai ix35 (TUCSON Mk2) 2.0/2.4/2.0柴（停產）
- Hyundai Elantra Mk5 1.8/1.6（停產）
- Hyundai Elantra Mk3 1.8/1.6（停產）
- Hyundai Elantra Mk6  1.6汽油/1.6柴油/2.0汽油/2018年新增1.6渦輪增壓引擎（停產）
- Hyundai Verna 1.6（停產）
- Hyundai Santa Fe MK3   2.4/2.2柴（停產）

進口
上市
- Hyundai Santa Fe
- Hyundai ioniq 6
- Hyundai ioniq 5
- Hyundai kona
- Hyundai Staria

進口
停產
- Hyundai Sonata（停產）
- Hyundai Veloster（停產）
- Hyundai i10（停產）
- Hyundai Genesis（停產）
- Hyundai Grand Starex（停產）

#### 進口車

##### 過去引進者
- NSX
- Legend
- Azera 3.3
- Santa Fe 2.7
- Trajet 2.0柴油
- i10 1.1
- NF/YF Sonata

#### 海外自有品牌車（越南）
- sym T1000
- sym T880
- sym 2.0T
- sym V5
- sym V9
- sym V11

## 外部連結
- 官方网站 （繁體中文）
- SYM的Facebook專頁（繁體中文）
- SYM的Instagram帳戶（繁體中文）
- YouTube上的SYM頻道（繁體中文）
- 現代汽車（繁體中文）
- 廈杏三陽（简体中文） （页面存档备份，存于）
- 慶洲機械（简体中文）
- 金龍客車（简体中文）（页面存档备份，存于）
- 越南三陽（越南文）（页面存档备份，存于）
- 越南三陽汽車（越南文）
- 義大利三陽（意大利文）（页面存档备份，存于）
- 德國三陽（德文）（页面存档备份，存于）